# Rezervația naturală silvică Sărata Galbenă
Sărata Galbenă este o rezervație naturală silvică în raionul Hîncești, Republica Moldova. Este amplasată în ocolul silvic Cărpineni, Sărata Galbenă, parcelele 28, 32, 33. Are o suprafață de 220 ha. Obiectul este administrat de Gospodăria Silvică de Stat Hîncești.